# Ivie Anderson
Ivie Anderson, (Gilroy, 1905. július 10. – Los Angeles, 1949. december 28.) amerikai dzsesszénekesnő. Duke Ellington zenekarának tagja volt.

| Ivie Anderson                             | Ivie Anderson                             |
| Kattints az alábbi külső linkek egyikére! | Kattints az alábbi külső linkek egyikére! |
| ----------------------------------------- | ----------------------------------------- |
| Nem található szabad kép.(?)              |                                           |
| külső link · jogvédett                    | Ivie Anderson                             |

## Pályafutása
Kilenctől tizenhároméves koráig szülővárosában, a St. Mary's Conventben tanult énekelni. Az általános és a középiskolában is az iskolai kórusban énekelt. Ezután két évig Sarah Rittnél vett énekórákat Washingtonban. 1922-től különböző kaliforniai éjszakai klubokban és varietéelőadásokban lépett fel. Turnézott többek között Mamie Smith-szel is. 1930-ig különböző zenekarokkal utazott az Egyesült Államokban és Ausztráliában. Fellépett a New York-i és Los Angeles-i Cotton Clubokban, a San Francisco-i Mark Hopkins Hotelban. Ő volt az első fekete énekesnő, aki egy fehér zenekarral, (Anson Weeks' Orchestra) lépett fel.
1931. februárjáig Earl Hines zongoristával dolgozott. Az ő tanácsára szerződtette Duke Ellington. Egy évre rá elkészültek első felvétei Elligtonnal. 1931.- 42. között a ott maradt, és vele volt 1933-as és 1939-es európai látogatásain. Olyan ismert Ellington-darabokat adott nála elő, mint az In a Mellowtone és az It Don’t Mean a Thing (If It Ain’t Got That Swing) (1932), a Troubled Waters (1934), a Kissin’ My Baby Goodnight (1936), valamint a Rocks In My Bed and I Got It Bad (1941).
A Stormy Weather című dalt énekelte mind a london Palladiumban megrendezett európai turnén, mind pedig egy olyan filmben, amely Dzsessz-sztenderdé avatta a darabot.
Első lemezét saját neve alatt adta ki (All God’s Chillun Got Rhythm). 1937-ben szerepelt a Marx fivérek A Day At The Races című filmjében. Utolsó jelentős fellépése a Duke Ellington Orchestrával Los Angelesben volt a Jump for Joy című musicalben.
Miután szakított Ellingtonnal − asztmája miatt el kellett hagynia karrierjét −  megnyitotta a Chicken Shack éttermet Los Angelesben. Már csak szórványosan lépett fel. 1946-ban még lemezt készített a Black & White Recordsnál. 1949. december 28-án, 45 éves korában hunyt el Los Angeles-i lakásában. Ellington később ezt mondta róla: „Ivie-ről még mindig beszélnek. Minden énekesnőnknek először el kellett szakadnia Ivie Anderson imázsától.”

## Albumok
- MusicBrainz

## Fordítás
- Ez a szócikk részben vagy egészben  az   Ivie Anderson című angol Wikipédia-szócikk ezen változatának fordításán alapul.  Az eredeti cikk szerkesztőit annak laptörténete sorolja fel. Ez a jelzés csupán a megfogalmazás eredetét és a szerzői jogokat jelzi, nem szolgál a cikkben szereplő információk forrásmegjelöléseként.